# Kattenstoet

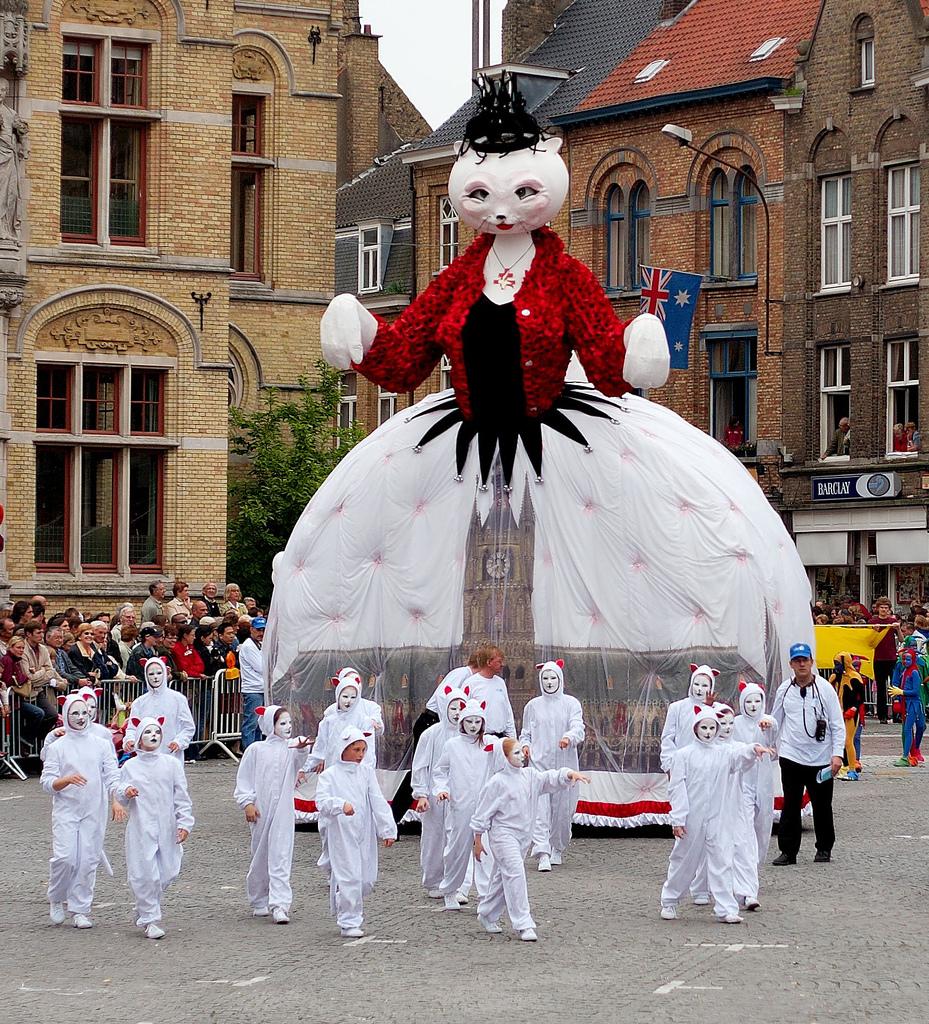
Minneke Poes in de Kattenstoet van 2006 (reus gemaakt in 1960 door Zwevegem en in 1971 geschonken aan Ieper).

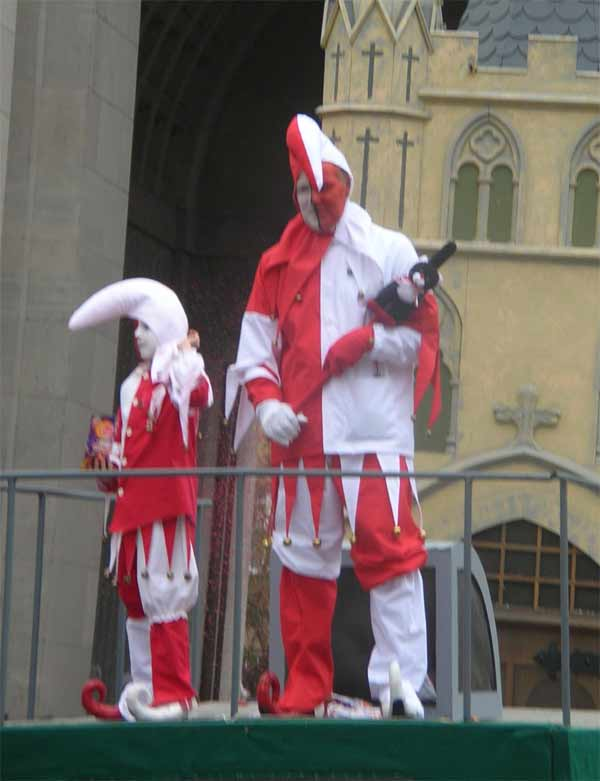
De stadsnar van Ieper, die de katten werpt.

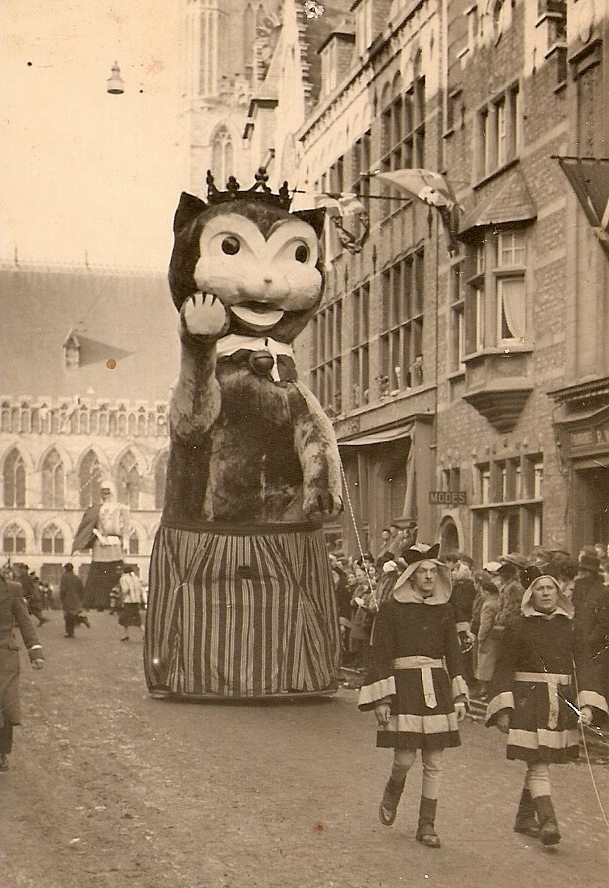
Cieper in de Kattenstoet, vermoedelijk die van 1958.

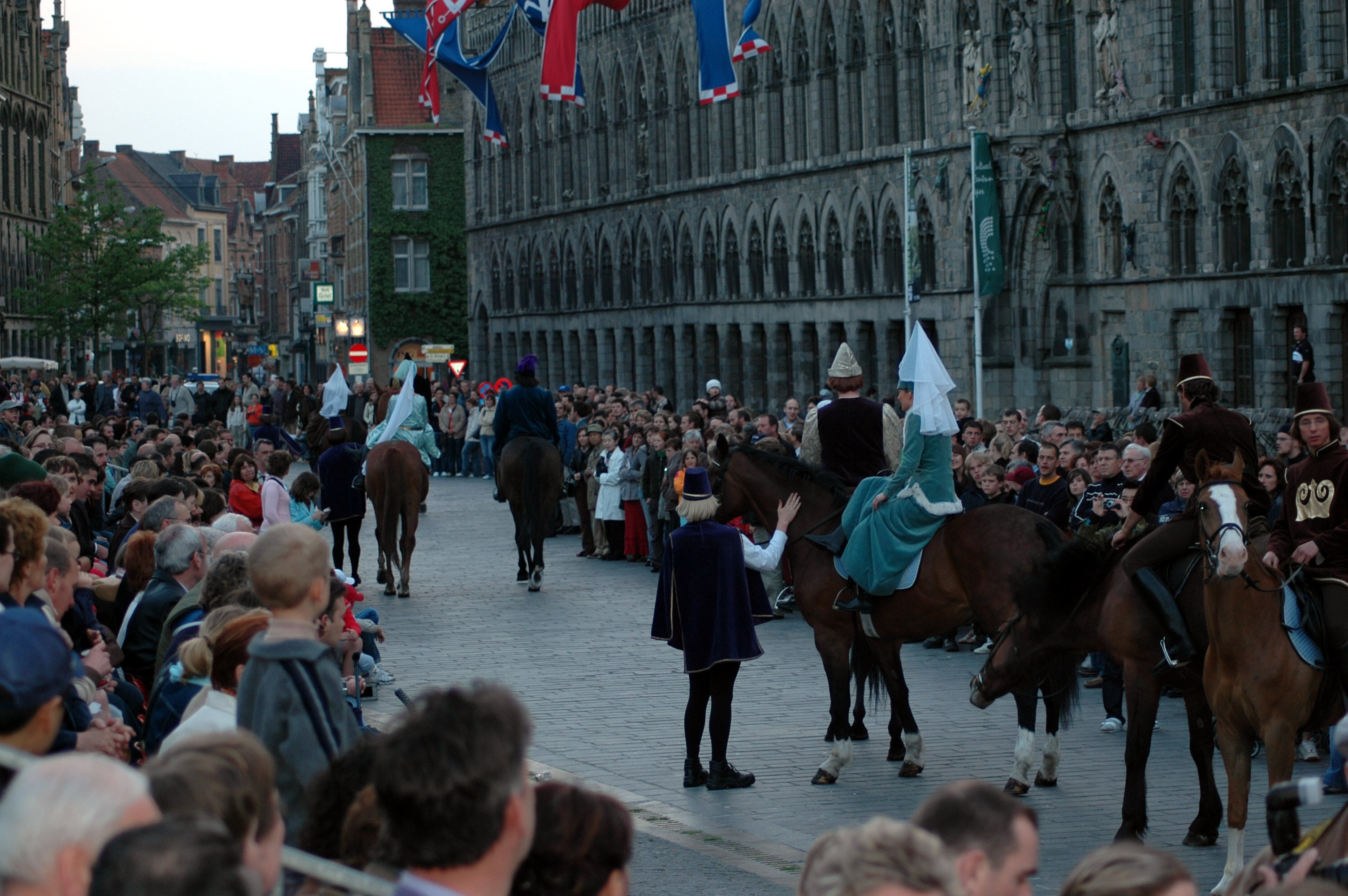
Edellieden op de Grote Markt tijdens de Kattenstoet

De Kattenstoet is een driejaarlijkse stoet in Ieper waar, zoals de naam dat laat vermoeden, de kat centraal staat. Ieper wordt, naast Vredesstad, ook Kattenstad genoemd. Er komen telkens enkele tienduizenden mensen kijken. Aansluitend op de stoet is er steeds heksenverbranding en kattenwerping, waar de stadsnar vanop het belfort pluchen katten naar de menigte beneden werpt, die op de Grote Markt reikhalzend staat te wachten om ze te vangen.

## Geschiedenis

### Tot de 19e eeuw
Bij het historische kattenfeest van Ieper werden levende poezen van de toren gegooid. Een 18e-eeuwse legende liet de traditie teruggaan tot 3842 v.Chr. (sic), terwijl een andere overlevering wilde dat het kattenwerpen voor het eerst in 962 zou hebben plaatsgevonden vanaf het Ieperse kasteel van graaf Boudewijn II van Vlaanderen (toen een lage motte in dunbevolkt drasland). Een valabeler spoor zijn de stadsrekeningen van 1410-20, waarin de aankoop van katten is opgetekend, doch zonder vermelding waartoe. Een niet ongeloofwaardige hypothese is dat katten werden ingezet om de muizen en ratten te vangen die zich tegoed deden aan de wol en het laken opgeslagen in de hallen. Dit sluit aan bij de veelgehoorde theorie dat het kattenwerpen bedoeld was om de zich voortkwekende muizenvangers onder controle te houden. Een andere verklaring stelt dat het gaat om een volks ritueel waarvan de betekenis niet meer te achterhalen valt. De kat moest blijkbaar gepijnigd worden, bijvoorbeeld ook door het 'kattenknuppelen' dat voorkwam in Ieper en elders.
Aanvankelijk zou het kattenwerpen hebben plaatsgevonden met de Hemelvaartsfoor vanaf de Sint-Maartenskerk, om in 1476 met de foor te verhuizen naar 'Kattenwoensdag' in de tweede vastenweek. De locatie wijzigde naar de belforttoren. De eerste betrouwbare getuigenis van het kattenwerpen komt van de dagboekschrijver Augustijn van Hernighem. Hij toonde zich opgelucht dat de oude lovelycke coustume, onderbroken door de calvinistische machtsgreep van 1578, in 1590 weer kon doorgaan: men stack een plancke uut ten fanegaete op het belfroot ende de schalmeyen speilden met dat 3 hemen en half slouch ende de degheldeckere Jan van Damme stondt op de plancke ende wierp twee catten.
De editie van 1699 werd opgevrolijkt doordat een afgeworpen kat terecht kwam op de ezel van een kaasboerin, die op hol sloeg. De kat bleek in een kaasmand terecht te zijn gekomen en zette nadien een herberg op stelten. Begin 18e eeuw verliep het kattenwerpen onregelmatig door de roerige tijden. Een geschrift uit 1714 zegt dat de traditie dat jaar werd hernomen, maar in 1716 was het weer voor enige tijd gedaan, naar verluidt omdat het Hollandse garnizoen geschimpt had op de Ieperse 'kattesmijters'. Er is ook een beschrijving van die editie: de smijter stond op een stelling boven het balkon der haentjes en haalde allerlei capriolen uit op het geklingel van de beiaard. Dansend haalde hij een voor een de katten uit de zak en gooide ze tussen de duizenden kijklustigen. Dit spektakel duurde, met een onderbreking in de Franse tijd, nog voort tot 1817. Volgens stadsarchivaris Lambin overleefde de laatste kat haar val en liep ze weg alvorens ze kon worden verbrand.

### 20e eeuw
In 1938 werd terug aangeknoopt bij het verleden en was er voor het eerst een bescheiden Kattenstoet, waarna honderd speelgoedkatjes in celluloid van de hallentoren werden gegooid. Na een onderbreking door de oorlog ging het in 1946 om pluchen katjes. Op 6 maart 1955 werd de Kattenstoet voor het eerst een grootscheeps evenement met praalwagens en 1500 gekostumeerde en gemaskerde figuranten. De kattenfolklore van Ieper was uitgeplozen door Octaaf Mus, samen met Daniël Merlevede, Adhémar Vandroemme en Antoon Vander Plaetse. Frans Van Immerseel ontwierp de reuzenkater Ciepers, Pietje Pek, en in 1960 ook Minneke Poes. Er gingen dansende snoezepoezen mee (vanaf 1961) en overal weerklonk het Kattenlied van Jef Lesage. Doorheen die beginjaren liepen er delegaties mee uit Metz, 's-Hertogenbosch, Zwevegem, Store Magleby en Luxemburg. De stoet droeg enorm bij tot de saamhorigheid van de Ieperlingen en zorgde ervoor dat hun stad bekend kwam te staan als 'Kattenstad'.
De Kattenstoet werd jaarlijks gehouden, behalve in 1985 door het bezoek van paus Johannes Paulus II. Vanaf 1991 werd het om financiële en organisatorische redenen een driejaarlijks evenement.

### 21e eeuw
Het aantal toeschouwers steeg van zo'n 8.000 in 2000, toen een uitwisseling met Sakai plaatsvond, tot ongeveer 50.000 voor de speciale editie van 2018: toen deden 1.700 figuranten mee en deze werden ondersteund door 70 medewerkers van de stad Ieper. Er werden 68 taferelen uitgebeeld door allerlei Ieperse verenigingen. 21 taferelen werden door niet-Ieperse verenigingen in beeld gebracht. In de media was er sprake van 50.000 toeschouwers. Volgens de directeur van de dienst toerisme waren er in 2018 bijna 5.000 Japanners onder de toeschouwers. Het evenement werd gevolgd door onder meer een Japanse en een Taiwanese tv-ploeg.
De 46ste editie had moeten plaatsvinden op zondag 9 mei 2021, maar werd eerst uitgesteld naar 2022 vanwege de coronacrisis in België en daarna definitief afgelast, zodat de daaropvolgende editie op 12 mei 2024 plaatsvond.

## Verloop stoet
De stoet bestaat uit een gigantische en kleurrijke optocht, gewijd aan de kat. Ook lopen er heel wat reuzen mee, zoals de kater Cieper en het pronkstuk Minneke Poes, de jonge Pieper (1974), de kattenwagen van de 'Keltische' godin Freya, Goliath (ca. 1683), Nicolaas de Kanonnier, Pietje Pek... De optocht is onderverdeeld in verschillende hoofdstukken. Elk hoofdstuk wordt aangekondigd door kinderen die een titelbord dragen.
De verschillende hoofdstukken kunnen zijn:
- De kattenverering in de geschiedenis (de kat in Egypte, de Keltische kat, de middeleeuwse kater, ...)
- Ieper als historische stad (de beeldenstorm, de vestingbouw, Ieper Vredesstad, ...)
- De kat in taal en legende (Uitgebeelde spreuken, de wijze kater, ... )
- De kat de wereld rond
- De Ieperse kat

Korte tijd nadat de laatste wagen en figurant van de stoet gepasseerd zijn, verschijnt de stadsnar op een platform op de belforttoren. De nar ruit het publiek op en gooit dan pluchen katjes in de menigte.
De kattenfeesten worden afgerond met de veroordeling en verbranding van de heks op de Ieperse Grote Markt.